# Seachtain na Gaeilge
Seachtain na Gaeilge (dansk: "Irsk sproguge") (SnaG) er en almennyttig organisation i Irland der fremmer det irske sprog (Gaeilge) under en to-ugers festival, der bliver afholdt i marts hvert år, lige inden Skt. Patricks dag den 17. marts. Organisationen blev etableret i 1903.